# Hyposada erubescens
Hyposada erubescens är en fjärilsart som beskrevs av W. Warren 1913. Hyposada erubescens ingår i släktet Hyposada och familjen nattflyn. Inga underarter finns listade i Catalogue of Life.